# Најгори облици опасности са којима се дјеца суочавају на послу
Најгори облици опасности са којима се дјеца суочавају на послу је одредба у Препоруци о најгорим облицима дјечијег рада (бр. 190) коју је усвојила Међународна организација рада (ИЛО) 1999. године. Она поставља оквир за испитивање и процјену, „рад који, по својој природи или околностима у којима се спроводи, може да нашкоди здрављу, безбједности, моралу или дјеци“ (Ц182, члан 3д).
Овај напор је покушај да се допуни ранија листа најгорих облика дјечијег рада. Према МОР-у, „опасан“ дјечији рад је највећа категорија „најгорих облика“ дјечијег рада. Процјењује се да 115 милиона дјеце, узраста од 5 до 17 година, ради у опасним условима у секторима укључујући пољопривреду, рударство, грађевинарство, производњу, услужне дјелатности и услуге у домаћинству. Налази се и у индустријализованим земљама и земљама у развоју. Дјеца могу да преузму опасан посао у веома раном узрасту. ИЛО процјењује да око 22.000 дјеце погине на послу сваке године широм свијета. Број поврјеђених или обољелих због свог рада није познат.

## Опште смјернице
МОР даје следеће смјернице за рад који се сматра небезбедним за децу, као што су:
- Укључујући токсичне хемикалије или испарења, опрему или возила велике снаге, сјечење, ударање или минирање
- Одвија се под земљом, под водом, на висинама, у изолацији, ноћу или на директној сунчевој свјетлости
- Укључујући дуге сате без пауза
- Ношење тешких терета
- У присуству алкохола, дроге или криминала
- У присуству опасних животиња или инсеката
- Недостаје лак приступ безбједној води или храни
- На пословима са високом стопом повреда

## Примјери
- Вучење вагона у подземном рударству
- Контакт са растварачима и љепком у индустрији коже
- Стаклара (потенцијално тровање оловом)
- Ископавање злата (потенцијално тровање живом)
- Подводни послови без заштитне опреме, као што су мокро одјело или довод ваздуха, у рибарској индустрији
- Пољопривреда (потенцијална изложеност пестицидима)
- Ношење тешких оптерећења у грађевинарству
- на радиоактивне материјале у нуклеарној електрани